# Тигар
Тигар (лат. Panthera tigris) је велика мачка и члан рода Panthera пореклом из Азије. Има снажно, мишићаво тело са великом главом и шапама, дуг реп и наранџасто крзно са црним, углавном вертикалним пругама. Традиционално се класификује у девет новијих подврста, иако неки препознају само две подврсте: копнене азијске тигрове и острвске тигрове са Сундских острва.
Тигар углавном насељава шуме у свом ареалу, од четинарских и умерених широколисних и мешовитих шума на руском далеком истоку и североистоку Кине до тропских и суптропских влажних широколисних шума на Индијском потконтиненту и југоисточној Азији. Тигар је апекс предатор и углавном се храни копитарима, које лови из заседе. Води углавном самотњачки живот и заузима територије које брани од јединки истог пола. Територија мужјака преклапа се са територијама више женки са којима се пари. Женке обично рађају два или три младунчета која остају са мајком око две године. Када постану независна, младунчад напуштају мајчину територију и оснивају сопствену.
Од почетка XX века, популације тигрова изгубиле су најмање 93% свог историјског ареала и локално су изумрле у западној и централној Азији, на великим подручјима Кине и на острвима Јава и Бали. Данас је ареал тигрова озбиљно фрагментиран. На Црвеној листи угрожених врста Међународне уније за заштиту природе (IUCN) тигар је наведен као угрожена врста, јер се сматра да се његов ареал смањио за 53% до 68% од касних 1990-их. Главне претње тигровима су уништавање и фрагментација станишта услед крчења шума, криволов због крзна и илегална трговина деловима тела у медицинске сврхе. Тигрови су такође жртве конфликта између људи и дивљих животиња, јер нападају стоку у областима где је природни плен оскудан. Тигар је законски заштићен у свим земљама његовог ареала. Националне мере за очување обухватају акционе планове, патроле против криволова и програме за праћење популација тигрова. У неколико земаља ареала успостављени су коридори за дивље животиње, а планира се и поновно увођење тигрова.
Тигар је једна од најпопуларнијих харизматичних мегафауна на свету. Чуван је у заробљеништву од давнина и обучаван за наступе у циркусима и другим забавним представама. Тигар је био истакнут у древној митологији и фолклору култура широм његовог историјског ареала и наставио је да се појављује у култури широм света. У бројним историјским митовима источњачких земаља тигар је краљ свих звери. Суматрански тигрови су најмањи од свих тигрова, док су сибирски тигрови највећи.

## Таксономија
Године 1758, Карл Лине је описао тигра у свом делу Systema Naturae и дао му научно име Felis tigris. Године 1929, британски таксономиста Реџиналд Инес Покок подредио је врсту под родом Panthera користећи научни назив Panthera tigris.

### Подврсте
Након Линејевих првих описа врсте, неколико примерака тигра је описано и предложено као подврста. Ваљаност успотављене поделе на подврсте тигрова доведена је у питање 1999. године. Већина наводних подврста описаних у 19. и 20. веку разликовале су се на основу дужине и боје крзна, шара пруга и величине тела, а самим тим и карактеристика које се веома разликују унутар популација. Морфолошки, тигрови из различитих региона се мало разликују, а сматра се да је проток гена између популација у тим регионима био могућ током плеистоцена. Стога је предложено да се признају само две подврсте тигра као валидне, односно P. t. tigris у континенталној Азији, и P. t. sondaica на Великим Сундским острвима.
Резултати краниолошке анализе 111 лобања тигра из земаља југоисточне Азије показују да се лобање суматранског тигра разликују од лобања индокинеског и јаванског тигра, док су лобање балијског тигра сличне величине лобањама јаванског тигра. Аутори су предложили да се суматрански и јавански тигрови класификују као различите врсте, P. sumatrae и P. sondaica а балијски тигар као подврста P. sondaica balica.
Током 2015, комбинованим приступом анализиране су морфолошке, еколошке и молекуларне особине свих наводних подврста тигрова. Резултати подржавају разлику између две еволуционе групе континенталних и сундских тигрова. Аутори су предложили препознавање само две подврсте, односно P. t. tigris који се састоји од бенгалске, малајске, индокинеске, јужнокинеске, сибирске и каспијске популације тигрова и P. t. sondaica која се састоји од јаванских, балијских и суматранских тигрова. Аутори истраживања су такође приметили да ће ова рекласификација утицати на управљање очувањем тигрова. Именована подврста P. t. tigris се састоји од две кладе:
- северна клада састављен од популација сибирских и каспијских тигрова
- јужна клада састављена од свих осталих копнених популација.

Један специјалиста за заштиту природе поздравио је овај предлог, јер би олакшао програме узгоја у заточеништву и будуће враћање у дивљину тигрова рођених у зоолошком врту. Један генетичар је био скептичан према овој студији и тврдио је да се тренутно признатих девет подврста може генетски разликовати.
Године 2017, Радна група за класификацију мачака IUCN групе стручњака за мачке ревидирала је таксономију фелида и препознала популацију тигрова у континенталној Азији као P. t. tigris, док је тигрове на Сундским острвима назвала као P. t. sondaica. Истраживачи су у великој мери одбацили ово гледиште о две подврсте. Резултати секвенцирања целог генома од 32 примерка из 2018. подржавају шест монофилетских тигрова који одговарају живим подврстама и указују на то да је њихов најскорији заједнички предак живео пре око 110.000 година.
| Подврста                                                     | Опис | Фотографија |
| ------------------------------------------------------------ | --- | ----------- |
| Бенгалски тигар раније P. t. tigris (Linnaeus, 1758)         | Ова популација насељава Индијски потконтинент. Бенгалски тигар има краће крзно од тигрова који живе северније, и карактеристичне су светло златножуте до наранџасто-црвене боје, и имају релативно дуге и уске ноздрве. |             |
| † Каспијски тигар раније P. t. virgata (Illiger, 1815)       | Ова популација је живела од Турске до области око Каспијског мора. Имао је светло рђасто црвено крзно са танким и блиско распоређеним смеђим пругама, и широку потиљачну кост. Генетичка анализа је открила блиску сродност са сибирским тигром. Изумро је 1970-их. |             |
| Сибирски тигар раније P. t. altaica (Temminck, 1844)         | Ова популација живи на руском Далеком истоку, у североисточној Кини и могуће у Северној Кореји. Сибирски тигар има дугу длаку и густо крзно. Његова основна боја зими варира од окер-жуте до живље црвене након митарења. Лобања му је краћа и шира од лобања тигрова који живе јужније. |             |
| Јужнокинески тигар раније P. t. amoyensis (Hilzheimer, 1905) | Историјски је насељавао јужну централну Кину. Лобање пет типских примерака имале су краће карнасале и кутњаке у односу на индијске тигрове, мањи лобањски капацитет, ближе постављене очне дупље и веће постокципиталне процесе; крзно му је било жуткасто са ромбастим пругама. Поседује јединствени mtDNA хаплотип услед укрштања са древним лозама тигрова. Сматра се да је изумро је у дивљини јер није било потврђених виђења од 1970-их, а опстаје само у заточеништву. |             |
| Индокинески тигар раније P. t. corbetti (Mazák, 1968)        | Ова врста тигра се јавља на Индокинеском полуострву. Примераци индокинеског тигра имају мање лобање у односу на бенгалске тигрове и чини се да имају тамније крзно са нешто тањим пругама. |             |
| Малајски тигар раније P. t. jacksoni (Luo et al., 2004)      | Малајски тигар је предложен као посебна подврста на основу mtDNA и микросателитских секвенци које се разликују од индокинеског тигра. Не разликује се значајно по боји крзна или величини лобање од индокинеског тигра. Не постоји јасна географска баријера између популација тигрова у северној Малезији и јужном Тајланду. |             |

| Подврста                                               | Опис | Фотографија |
| ------------------------------------------------------ | --- | ----------- |
| †Јавански тигар раније P. t. sondaica (Temminck, 1944) | Овај тигар је описан на основу неодређеног броја кожа са кратком и глатком длаком. Јавански тигрови су били мали у поређењу са тигровима са азијског копна, имали су релативно издужене лобање у поређењу са суматранским тигром и дуже, тање и бројније пруге. Сматра се да је изумро 1980-их. |             |
| †Балски тигар раније P. t. balica (Schwarz, 1912)      | Овај тигар је настањивао Бали и имао је светлије крзно и мању лобању од јаванског тигра Типична карактеристика лобање балског тигра је уска окципитална кост, слична оној код јаванског тигра. Ова врста је изумрла 1940-их.                                                                    |             |
| Суматрански тигар раније P. t. sumatrae (Pocock, 1929) | Типски примерак са Суматре имао је тамно крзно. Суматрански тигар има посебно дугу длаку око лица, густе телесне пруге и ширу и мању носну кост у односу на остале острвске тигрове. |             |

## Еволуција

### Филогенија
|  | Neofelis nebulosa |
|  |                   |
|  | Neofelis diardi   |
|  |                   |

|  | Panthera uncia     |
|  |                    |
|  | †Panthera blytheae |
|  |                    |

|  | †Panthera tigris soloensis                                                          |                 |
|  |                                                                                     |                 |
|  | †Panthera tigris acutidens                                                          |                 |
|  |                                                                                     |                 |
|  | †Panthera tigris trinilensis                                                        | Panthera tigris |
|  | †Panthera tigris trinilensis                                                        | Panthera tigris |
|  | \| \| Panthera tigris tigris \| \| \| \| \| \| Panthera tigris sondaica \| \| \| \| |                 |
|  |                                                                                     |                 |
|  | Panthera tigris tigris                                                              |                 |
|  |                                                                                     |                 |
|  | Panthera tigris sondaica                                                            |                 |
|  |                                                                                     |                 |

|  | Panthera tigris tigris   |
|  |                          |
|  | Panthera tigris sondaica |
|  |                          |

|  | †Panthera tigris soloensis                                                          |                 |
|  |                                                                                     |                 |
|  | †Panthera tigris acutidens                                                          |                 |
|  |                                                                                     |                 |
|  | †Panthera tigris trinilensis                                                        | Panthera tigris |
|  | †Panthera tigris trinilensis                                                        | Panthera tigris |
|  | \| \| Panthera tigris tigris \| \| \| \| \| \| Panthera tigris sondaica \| \| \| \| |                 |
|  |                                                                                     |                 |
|  | Panthera tigris tigris                                                              |                 |
|  |                                                                                     |                 |
|  | Panthera tigris sondaica                                                            |                 |
|  |                                                                                     |                 |

|  | Panthera tigris tigris   |
|  |                          |
|  | Panthera tigris sondaica |
|  |                          |

|  | Panthera uncia     |
|  |                    |
|  | †Panthera blytheae |
|  |                    |

|  | †Panthera tigris soloensis                                                          |                 |
|  |                                                                                     |                 |
|  | †Panthera tigris acutidens                                                          |                 |
|  |                                                                                     |                 |
|  | †Panthera tigris trinilensis                                                        | Panthera tigris |
|  | †Panthera tigris trinilensis                                                        | Panthera tigris |
|  | \| \| Panthera tigris tigris \| \| \| \| \| \| Panthera tigris sondaica \| \| \| \| |                 |
|  |                                                                                     |                 |
|  | Panthera tigris tigris                                                              |                 |
|  |                                                                                     |                 |
|  | Panthera tigris sondaica                                                            |                 |
|  |                                                                                     |                 |

|  | Panthera tigris tigris   |
|  |                          |
|  | Panthera tigris sondaica |
|  |                          |

|  | †Panthera tigris soloensis                                                          |                 |
|  |                                                                                     |                 |
|  | †Panthera tigris acutidens                                                          |                 |
|  |                                                                                     |                 |
|  | †Panthera tigris trinilensis                                                        | Panthera tigris |
|  | †Panthera tigris trinilensis                                                        | Panthera tigris |
|  | \| \| Panthera tigris tigris \| \| \| \| \| \| Panthera tigris sondaica \| \| \| \| |                 |
|  |                                                                                     |                 |
|  | Panthera tigris tigris                                                              |                 |
|  |                                                                                     |                 |
|  | Panthera tigris sondaica                                                            |                 |
|  |                                                                                     |                 |

|  | Panthera tigris tigris   |
|  |                          |
|  | Panthera tigris sondaica |
|  |                          |

|  | Panthera onca             |
|  |                           |
|  | †Panthera balamoides      |
|  |                           |
|  | †Panthera gombaszoegensis |
|  |                           |

|  | †Panthera fossilis                                                                                       |
|  | |
|  | \| \| †Panthera spelaea \| \| \| \| \| \| †Panthera atrox \| \| \| \| \| \| †Panthera youngi \| \| \| \| |
|  | |
|  | †Panthera spelaea                                                                                        |
|  | |
|  | †Panthera atrox                                                                                          |
|  | |
|  | †Panthera youngi                                                                                         |
|  | |

|  | †Panthera spelaea |
|  |                   |
|  | †Panthera atrox   |
|  |                   |
|  | †Panthera youngi  |
|  |                   |

|  | †Panthera fossilis                                                                                       |
|  | |
|  | \| \| †Panthera spelaea \| \| \| \| \| \| †Panthera atrox \| \| \| \| \| \| †Panthera youngi \| \| \| \| |
|  | |
|  | †Panthera spelaea                                                                                        |
|  | |
|  | †Panthera atrox                                                                                          |
|  | |
|  | †Panthera youngi                                                                                         |
|  | |

|  | †Panthera spelaea |
|  |                   |
|  | †Panthera atrox   |
|  |                   |
|  | †Panthera youngi  |
|  |                   |

|  | †Panthera fossilis                                                                                       |
|  | |
|  | \| \| †Panthera spelaea \| \| \| \| \| \| †Panthera atrox \| \| \| \| \| \| †Panthera youngi \| \| \| \| |
|  | |
|  | †Panthera spelaea                                                                                        |
|  | |
|  | †Panthera atrox                                                                                          |
|  | |
|  | †Panthera youngi                                                                                         |
|  | |

|  | †Panthera spelaea |
|  |                   |
|  | †Panthera atrox   |
|  |                   |
|  | †Panthera youngi  |
|  |                   |

|  | †Panthera fossilis                                                                                       |
|  | |
|  | \| \| †Panthera spelaea \| \| \| \| \| \| †Panthera atrox \| \| \| \| \| \| †Panthera youngi \| \| \| \| |
|  | |
|  | †Panthera spelaea                                                                                        |
|  | |
|  | †Panthera atrox                                                                                          |
|  | |
|  | †Panthera youngi                                                                                         |
|  | |

|  | †Panthera spelaea |
|  |                   |
|  | †Panthera atrox   |
|  |                   |
|  | †Panthera youngi  |
|  |                   |

|  | †Panthera fossilis                                                                                       |
|  | |
|  | \| \| †Panthera spelaea \| \| \| \| \| \| †Panthera atrox \| \| \| \| \| \| †Panthera youngi \| \| \| \| |
|  | |
|  | †Panthera spelaea                                                                                        |
|  | |
|  | †Panthera atrox                                                                                          |
|  | |
|  | †Panthera youngi                                                                                         |
|  | |

|  | †Panthera spelaea |
|  |                   |
|  | †Panthera atrox   |
|  |                   |
|  | †Panthera youngi  |
|  |                   |

|  | †Panthera fossilis                                                                                       |
|  | |
|  | \| \| †Panthera spelaea \| \| \| \| \| \| †Panthera atrox \| \| \| \| \| \| †Panthera youngi \| \| \| \| |
|  | |
|  | †Panthera spelaea                                                                                        |
|  | |
|  | †Panthera atrox                                                                                          |
|  | |
|  | †Panthera youngi                                                                                         |
|  | |

|  | †Panthera spelaea |
|  |                   |
|  | †Panthera atrox   |
|  |                   |
|  | †Panthera youngi  |
|  |                   |

|  | †Panthera fossilis                                                                                       |
|  | |
|  | \| \| †Panthera spelaea \| \| \| \| \| \| †Panthera atrox \| \| \| \| \| \| †Panthera youngi \| \| \| \| |
|  | |
|  | †Panthera spelaea                                                                                        |
|  | |
|  | †Panthera atrox                                                                                          |
|  | |
|  | †Panthera youngi                                                                                         |
|  | |

|  | †Panthera spelaea |
|  |                   |
|  | †Panthera atrox   |
|  |                   |
|  | †Panthera youngi  |
|  |                   |

|  | †Panthera fossilis                                                                                       |
|  | |
|  | \| \| †Panthera spelaea \| \| \| \| \| \| †Panthera atrox \| \| \| \| \| \| †Panthera youngi \| \| \| \| |
|  | |
|  | †Panthera spelaea                                                                                        |
|  | |
|  | †Panthera atrox                                                                                          |
|  | |
|  | †Panthera youngi                                                                                         |
|  | |

|  | †Panthera spelaea |
|  |                   |
|  | †Panthera atrox   |
|  |                   |
|  | †Panthera youngi  |
|  |                   |

|  | Panthera onca             |
|  |                           |
|  | †Panthera balamoides      |
|  |                           |
|  | †Panthera gombaszoegensis |
|  |                           |

|  | †Panthera fossilis                                                                                       |
|  | |
|  | \| \| †Panthera spelaea \| \| \| \| \| \| †Panthera atrox \| \| \| \| \| \| †Panthera youngi \| \| \| \| |
|  | |
|  | †Panthera spelaea                                                                                        |
|  | |
|  | †Panthera atrox                                                                                          |
|  | |
|  | †Panthera youngi                                                                                         |
|  | |

|  | †Panthera spelaea |
|  |                   |
|  | †Panthera atrox   |
|  |                   |
|  | †Panthera youngi  |
|  |                   |

|  | †Panthera fossilis                                                                                       |
|  | |
|  | \| \| †Panthera spelaea \| \| \| \| \| \| †Panthera atrox \| \| \| \| \| \| †Panthera youngi \| \| \| \| |
|  | |
|  | †Panthera spelaea                                                                                        |
|  | |
|  | †Panthera atrox                                                                                          |
|  | |
|  | †Panthera youngi                                                                                         |
|  | |

|  | †Panthera spelaea |
|  |                   |
|  | †Panthera atrox   |
|  |                   |
|  | †Panthera youngi  |
|  |                   |

|  | †Panthera fossilis                                                                                       |
|  | |
|  | \| \| †Panthera spelaea \| \| \| \| \| \| †Panthera atrox \| \| \| \| \| \| †Panthera youngi \| \| \| \| |
|  | |
|  | †Panthera spelaea                                                                                        |
|  | |
|  | †Panthera atrox                                                                                          |
|  | |
|  | †Panthera youngi                                                                                         |
|  | |

|  | †Panthera spelaea |
|  |                   |
|  | †Panthera atrox   |
|  |                   |
|  | †Panthera youngi  |
|  |                   |

|  | †Panthera fossilis                                                                                       |
|  | |
|  | \| \| †Panthera spelaea \| \| \| \| \| \| †Panthera atrox \| \| \| \| \| \| †Panthera youngi \| \| \| \| |
|  | |
|  | †Panthera spelaea                                                                                        |
|  | |
|  | †Panthera atrox                                                                                          |
|  | |
|  | †Panthera youngi                                                                                         |
|  | |

|  | †Panthera spelaea |
|  |                   |
|  | †Panthera atrox   |
|  |                   |
|  | †Panthera youngi  |
|  |                   |

|  | †Panthera fossilis                                                                                       |
|  | |
|  | \| \| †Panthera spelaea \| \| \| \| \| \| †Panthera atrox \| \| \| \| \| \| †Panthera youngi \| \| \| \| |
|  | |
|  | †Panthera spelaea                                                                                        |
|  | |
|  | †Panthera atrox                                                                                          |
|  | |
|  | †Panthera youngi                                                                                         |
|  | |

|  | †Panthera spelaea |
|  |                   |
|  | †Panthera atrox   |
|  |                   |
|  | †Panthera youngi  |
|  |                   |

|  | †Panthera fossilis                                                                                       |
|  | |
|  | \| \| †Panthera spelaea \| \| \| \| \| \| †Panthera atrox \| \| \| \| \| \| †Panthera youngi \| \| \| \| |
|  | |
|  | †Panthera spelaea                                                                                        |
|  | |
|  | †Panthera atrox                                                                                          |
|  | |
|  | †Panthera youngi                                                                                         |
|  | |

|  | †Panthera spelaea |
|  |                   |
|  | †Panthera atrox   |
|  |                   |
|  | †Panthera youngi  |
|  |                   |

|  | †Panthera fossilis                                                                                       |
|  | |
|  | \| \| †Panthera spelaea \| \| \| \| \| \| †Panthera atrox \| \| \| \| \| \| †Panthera youngi \| \| \| \| |
|  | |
|  | †Panthera spelaea                                                                                        |
|  | |
|  | †Panthera atrox                                                                                          |
|  | |
|  | †Panthera youngi                                                                                         |
|  | |

|  | †Panthera spelaea |
|  |                   |
|  | †Panthera atrox   |
|  |                   |
|  | †Panthera youngi  |
|  |                   |

|  | †Panthera fossilis                                                                                       |
|  | |
|  | \| \| †Panthera spelaea \| \| \| \| \| \| †Panthera atrox \| \| \| \| \| \| †Panthera youngi \| \| \| \| |
|  | |
|  | †Panthera spelaea                                                                                        |
|  | |
|  | †Panthera atrox                                                                                          |
|  | |
|  | †Panthera youngi                                                                                         |
|  | |

|  | †Panthera spelaea |
|  |                   |
|  | †Panthera atrox   |
|  |                   |
|  | †Panthera youngi  |
|  |                   |

|  | Panthera uncia     |
|  |                    |
|  | †Panthera blytheae |
|  |                    |

|  | †Panthera tigris soloensis                                                          |                 |
|  |                                                                                     |                 |
|  | †Panthera tigris acutidens                                                          |                 |
|  |                                                                                     |                 |
|  | †Panthera tigris trinilensis                                                        | Panthera tigris |
|  | †Panthera tigris trinilensis                                                        | Panthera tigris |
|  | \| \| Panthera tigris tigris \| \| \| \| \| \| Panthera tigris sondaica \| \| \| \| |                 |
|  |                                                                                     |                 |
|  | Panthera tigris tigris                                                              |                 |
|  |                                                                                     |                 |
|  | Panthera tigris sondaica                                                            |                 |
|  |                                                                                     |                 |

|  | Panthera tigris tigris   |
|  |                          |
|  | Panthera tigris sondaica |
|  |                          |

|  | †Panthera tigris soloensis                                                          |                 |
|  |                                                                                     |                 |
|  | †Panthera tigris acutidens                                                          |                 |
|  |                                                                                     |                 |
|  | †Panthera tigris trinilensis                                                        | Panthera tigris |
|  | †Panthera tigris trinilensis                                                        | Panthera tigris |
|  | \| \| Panthera tigris tigris \| \| \| \| \| \| Panthera tigris sondaica \| \| \| \| |                 |
|  |                                                                                     |                 |
|  | Panthera tigris tigris                                                              |                 |
|  |                                                                                     |                 |
|  | Panthera tigris sondaica                                                            |                 |
|  |                                                                                     |                 |

|  | Panthera tigris tigris   |
|  |                          |
|  | Panthera tigris sondaica |
|  |                          |

|  | Panthera uncia     |
|  |                    |
|  | †Panthera blytheae |
|  |                    |

|  | †Panthera tigris soloensis                                                          |                 |
|  |                                                                                     |                 |
|  | †Panthera tigris acutidens                                                          |                 |
|  |                                                                                     |                 |
|  | †Panthera tigris trinilensis                                                        | Panthera tigris |
|  | †Panthera tigris trinilensis                                                        | Panthera tigris |
|  | \| \| Panthera tigris tigris \| \| \| \| \| \| Panthera tigris sondaica \| \| \| \| |                 |
|  |                                                                                     |                 |
|  | Panthera tigris tigris                                                              |                 |
|  |                                                                                     |                 |
|  | Panthera tigris sondaica                                                            |                 |
|  |                                                                                     |                 |

|  | Panthera tigris tigris   |
|  |                          |
|  | Panthera tigris sondaica |
|  |                          |

|  | †Panthera tigris soloensis                                                          |                 |
|  |                                                                                     |                 |
|  | †Panthera tigris acutidens                                                          |                 |
|  |                                                                                     |                 |
|  | †Panthera tigris trinilensis                                                        | Panthera tigris |
|  | †Panthera tigris trinilensis                                                        | Panthera tigris |
|  | \| \| Panthera tigris tigris \| \| \| \| \| \| Panthera tigris sondaica \| \| \| \| |                 |
|  |                                                                                     |                 |
|  | Panthera tigris tigris                                                              |                 |
|  |                                                                                     |                 |
|  | Panthera tigris sondaica                                                            |                 |
|  |                                                                                     |                 |

|  | Panthera tigris tigris   |
|  |                          |
|  | Panthera tigris sondaica |
|  |                          |

|  | Panthera onca             |
|  |                           |
|  | †Panthera balamoides      |
|  |                           |
|  | †Panthera gombaszoegensis |
|  |                           |

|  | †Panthera fossilis                                                                                       |
|  | |
|  | \| \| †Panthera spelaea \| \| \| \| \| \| †Panthera atrox \| \| \| \| \| \| †Panthera youngi \| \| \| \| |
|  | |
|  | †Panthera spelaea                                                                                        |
|  | |
|  | †Panthera atrox                                                                                          |
|  | |
|  | †Panthera youngi                                                                                         |
|  | |

|  | †Panthera spelaea |
|  |                   |
|  | †Panthera atrox   |
|  |                   |
|  | †Panthera youngi  |
|  |                   |

|  | †Panthera fossilis                                                                                       |
|  | |
|  | \| \| †Panthera spelaea \| \| \| \| \| \| †Panthera atrox \| \| \| \| \| \| †Panthera youngi \| \| \| \| |
|  | |
|  | †Panthera spelaea                                                                                        |
|  | |
|  | †Panthera atrox                                                                                          |
|  | |
|  | †Panthera youngi                                                                                         |
|  | |

|  | †Panthera spelaea |
|  |                   |
|  | †Panthera atrox   |
|  |                   |
|  | †Panthera youngi  |
|  |                   |

|  | †Panthera fossilis                                                                                       |
|  | |
|  | \| \| †Panthera spelaea \| \| \| \| \| \| †Panthera atrox \| \| \| \| \| \| †Panthera youngi \| \| \| \| |
|  | |
|  | †Panthera spelaea                                                                                        |
|  | |
|  | †Panthera atrox                                                                                          |
|  | |
|  | †Panthera youngi                                                                                         |
|  | |

|  | †Panthera spelaea |
|  |                   |
|  | †Panthera atrox   |
|  |                   |
|  | †Panthera youngi  |
|  |                   |

|  | †Panthera fossilis                                                                                       |
|  | |
|  | \| \| †Panthera spelaea \| \| \| \| \| \| †Panthera atrox \| \| \| \| \| \| †Panthera youngi \| \| \| \| |
|  | |
|  | †Panthera spelaea                                                                                        |
|  | |
|  | †Panthera atrox                                                                                          |
|  | |
|  | †Panthera youngi                                                                                         |
|  | |

|  | †Panthera spelaea |
|  |                   |
|  | †Panthera atrox   |
|  |                   |
|  | †Panthera youngi  |
|  |                   |

|  | †Panthera fossilis                                                                                       |
|  | |
|  | \| \| †Panthera spelaea \| \| \| \| \| \| †Panthera atrox \| \| \| \| \| \| †Panthera youngi \| \| \| \| |
|  | |
|  | †Panthera spelaea                                                                                        |
|  | |
|  | †Panthera atrox                                                                                          |
|  | |
|  | †Panthera youngi                                                                                         |
|  | |

|  | †Panthera spelaea |
|  |                   |
|  | †Panthera atrox   |
|  |                   |
|  | †Panthera youngi  |
|  |                   |

|  | †Panthera fossilis                                                                                       |
|  | |
|  | \| \| †Panthera spelaea \| \| \| \| \| \| †Panthera atrox \| \| \| \| \| \| †Panthera youngi \| \| \| \| |
|  | |
|  | †Panthera spelaea                                                                                        |
|  | |
|  | †Panthera atrox                                                                                          |
|  | |
|  | †Panthera youngi                                                                                         |
|  | |

|  | †Panthera spelaea |
|  |                   |
|  | †Panthera atrox   |
|  |                   |
|  | †Panthera youngi  |
|  |                   |

|  | †Panthera fossilis                                                                                       |
|  | |
|  | \| \| †Panthera spelaea \| \| \| \| \| \| †Panthera atrox \| \| \| \| \| \| †Panthera youngi \| \| \| \| |
|  | |
|  | †Panthera spelaea                                                                                        |
|  | |
|  | †Panthera atrox                                                                                          |
|  | |
|  | †Panthera youngi                                                                                         |
|  | |

|  | †Panthera spelaea |
|  |                   |
|  | †Panthera atrox   |
|  |                   |
|  | †Panthera youngi  |
|  |                   |

|  | †Panthera fossilis                                                                                       |
|  | |
|  | \| \| †Panthera spelaea \| \| \| \| \| \| †Panthera atrox \| \| \| \| \| \| †Panthera youngi \| \| \| \| |
|  | |
|  | †Panthera spelaea                                                                                        |
|  | |
|  | †Panthera atrox                                                                                          |
|  | |
|  | †Panthera youngi                                                                                         |
|  | |

|  | †Panthera spelaea |
|  |                   |
|  | †Panthera atrox   |
|  |                   |
|  | †Panthera youngi  |
|  |                   |

|  | Panthera onca             |
|  |                           |
|  | †Panthera balamoides      |
|  |                           |
|  | †Panthera gombaszoegensis |
|  |                           |

|  | †Panthera fossilis                                                                                       |
|  | |
|  | \| \| †Panthera spelaea \| \| \| \| \| \| †Panthera atrox \| \| \| \| \| \| †Panthera youngi \| \| \| \| |
|  | |
|  | †Panthera spelaea                                                                                        |
|  | |
|  | †Panthera atrox                                                                                          |
|  | |
|  | †Panthera youngi                                                                                         |
|  | |

|  | †Panthera spelaea |
|  |                   |
|  | †Panthera atrox   |
|  |                   |
|  | †Panthera youngi  |
|  |                   |

|  | †Panthera fossilis                                                                                       |
|  | |
|  | \| \| †Panthera spelaea \| \| \| \| \| \| †Panthera atrox \| \| \| \| \| \| †Panthera youngi \| \| \| \| |
|  | |
|  | †Panthera spelaea                                                                                        |
|  | |
|  | †Panthera atrox                                                                                          |
|  | |
|  | †Panthera youngi                                                                                         |
|  | |

|  | †Panthera spelaea |
|  |                   |
|  | †Panthera atrox   |
|  |                   |
|  | †Panthera youngi  |
|  |                   |

|  | †Panthera fossilis                                                                                       |
|  | |
|  | \| \| †Panthera spelaea \| \| \| \| \| \| †Panthera atrox \| \| \| \| \| \| †Panthera youngi \| \| \| \| |
|  | |
|  | †Panthera spelaea                                                                                        |
|  | |
|  | †Panthera atrox                                                                                          |
|  | |
|  | †Panthera youngi                                                                                         |
|  | |

|  | †Panthera spelaea |
|  |                   |
|  | †Panthera atrox   |
|  |                   |
|  | †Panthera youngi  |
|  |                   |

|  | †Panthera fossilis                                                                                       |
|  | |
|  | \| \| †Panthera spelaea \| \| \| \| \| \| †Panthera atrox \| \| \| \| \| \| †Panthera youngi \| \| \| \| |
|  | |
|  | †Panthera spelaea                                                                                        |
|  | |
|  | †Panthera atrox                                                                                          |
|  | |
|  | †Panthera youngi                                                                                         |
|  | |

|  | †Panthera spelaea |
|  |                   |
|  | †Panthera atrox   |
|  |                   |
|  | †Panthera youngi  |
|  |                   |

|  | †Panthera fossilis                                                                                       |
|  | |
|  | \| \| †Panthera spelaea \| \| \| \| \| \| †Panthera atrox \| \| \| \| \| \| †Panthera youngi \| \| \| \| |
|  | |
|  | †Panthera spelaea                                                                                        |
|  | |
|  | †Panthera atrox                                                                                          |
|  | |
|  | †Panthera youngi                                                                                         |
|  | |

|  | †Panthera spelaea |
|  |                   |
|  | †Panthera atrox   |
|  |                   |
|  | †Panthera youngi  |
|  |                   |

|  | †Panthera fossilis                                                                                       |
|  | |
|  | \| \| †Panthera spelaea \| \| \| \| \| \| †Panthera atrox \| \| \| \| \| \| †Panthera youngi \| \| \| \| |
|  | |
|  | †Panthera spelaea                                                                                        |
|  | |
|  | †Panthera atrox                                                                                          |
|  | |
|  | †Panthera youngi                                                                                         |
|  | |

|  | †Panthera spelaea |
|  |                   |
|  | †Panthera atrox   |
|  |                   |
|  | †Panthera youngi  |
|  |                   |

|  | †Panthera fossilis                                                                                       |
|  | |
|  | \| \| †Panthera spelaea \| \| \| \| \| \| †Panthera atrox \| \| \| \| \| \| †Panthera youngi \| \| \| \| |
|  | |
|  | †Panthera spelaea                                                                                        |
|  | |
|  | †Panthera atrox                                                                                          |
|  | |
|  | †Panthera youngi                                                                                         |
|  | |

|  | †Panthera spelaea |
|  |                   |
|  | †Panthera atrox   |
|  |                   |
|  | †Panthera youngi  |
|  |                   |

|  | †Panthera fossilis                                                                                       |
|  | |
|  | \| \| †Panthera spelaea \| \| \| \| \| \| †Panthera atrox \| \| \| \| \| \| †Panthera youngi \| \| \| \| |
|  | |
|  | †Panthera spelaea                                                                                        |
|  | |
|  | †Panthera atrox                                                                                          |
|  | |
|  | †Panthera youngi                                                                                         |
|  | |

|  | †Panthera spelaea |
|  |                   |
|  | †Panthera atrox   |
|  |                   |
|  | †Panthera youngi  |
|  |                   |

|  | Neofelis nebulosa |
|  |                   |
|  | Neofelis diardi   |
|  |                   |

|  | Panthera uncia     |
|  |                    |
|  | †Panthera blytheae |
|  |                    |

|  | †Panthera tigris soloensis                                                          |                 |
|  |                                                                                     |                 |
|  | †Panthera tigris acutidens                                                          |                 |
|  |                                                                                     |                 |
|  | †Panthera tigris trinilensis                                                        | Panthera tigris |
|  | †Panthera tigris trinilensis                                                        | Panthera tigris |
|  | \| \| Panthera tigris tigris \| \| \| \| \| \| Panthera tigris sondaica \| \| \| \| |                 |
|  |                                                                                     |                 |
|  | Panthera tigris tigris                                                              |                 |
|  |                                                                                     |                 |
|  | Panthera tigris sondaica                                                            |                 |
|  |                                                                                     |                 |

|  | Panthera tigris tigris   |
|  |                          |
|  | Panthera tigris sondaica |
|  |                          |

|  | †Panthera tigris soloensis                                                          |                 |
|  |                                                                                     |                 |
|  | †Panthera tigris acutidens                                                          |                 |
|  |                                                                                     |                 |
|  | †Panthera tigris trinilensis                                                        | Panthera tigris |
|  | †Panthera tigris trinilensis                                                        | Panthera tigris |
|  | \| \| Panthera tigris tigris \| \| \| \| \| \| Panthera tigris sondaica \| \| \| \| |                 |
|  |                                                                                     |                 |
|  | Panthera tigris tigris                                                              |                 |
|  |                                                                                     |                 |
|  | Panthera tigris sondaica                                                            |                 |
|  |                                                                                     |                 |

|  | Panthera tigris tigris   |
|  |                          |
|  | Panthera tigris sondaica |
|  |                          |

|  | Panthera uncia     |
|  |                    |
|  | †Panthera blytheae |
|  |                    |

|  | †Panthera tigris soloensis                                                          |                 |
|  |                                                                                     |                 |
|  | †Panthera tigris acutidens                                                          |                 |
|  |                                                                                     |                 |
|  | †Panthera tigris trinilensis                                                        | Panthera tigris |
|  | †Panthera tigris trinilensis                                                        | Panthera tigris |
|  | \| \| Panthera tigris tigris \| \| \| \| \| \| Panthera tigris sondaica \| \| \| \| |                 |
|  |                                                                                     |                 |
|  | Panthera tigris tigris                                                              |                 |
|  |                                                                                     |                 |
|  | Panthera tigris sondaica                                                            |                 |
|  |                                                                                     |                 |

|  | Panthera tigris tigris   |
|  |                          |
|  | Panthera tigris sondaica |
|  |                          |

|  | †Panthera tigris soloensis                                                          |                 |
|  |                                                                                     |                 |
|  | †Panthera tigris acutidens                                                          |                 |
|  |                                                                                     |                 |
|  | †Panthera tigris trinilensis                                                        | Panthera tigris |
|  | †Panthera tigris trinilensis                                                        | Panthera tigris |
|  | \| \| Panthera tigris tigris \| \| \| \| \| \| Panthera tigris sondaica \| \| \| \| |                 |
|  |                                                                                     |                 |
|  | Panthera tigris tigris                                                              |                 |
|  |                                                                                     |                 |
|  | Panthera tigris sondaica                                                            |                 |
|  |                                                                                     |                 |

|  | Panthera tigris tigris   |
|  |                          |
|  | Panthera tigris sondaica |
|  |                          |

|  | Panthera onca             |
|  |                           |
|  | †Panthera balamoides      |
|  |                           |
|  | †Panthera gombaszoegensis |
|  |                           |

|  | †Panthera fossilis                                                                                       |
|  | |
|  | \| \| †Panthera spelaea \| \| \| \| \| \| †Panthera atrox \| \| \| \| \| \| †Panthera youngi \| \| \| \| |
|  | |
|  | †Panthera spelaea                                                                                        |
|  | |
|  | †Panthera atrox                                                                                          |
|  | |
|  | †Panthera youngi                                                                                         |
|  | |

|  | †Panthera spelaea |
|  |                   |
|  | †Panthera atrox   |
|  |                   |
|  | †Panthera youngi  |
|  |                   |

|  | †Panthera fossilis                                                                                       |
|  | |
|  | \| \| †Panthera spelaea \| \| \| \| \| \| †Panthera atrox \| \| \| \| \| \| †Panthera youngi \| \| \| \| |
|  | |
|  | †Panthera spelaea                                                                                        |
|  | |
|  | †Panthera atrox                                                                                          |
|  | |
|  | †Panthera youngi                                                                                         |
|  | |

|  | †Panthera spelaea |
|  |                   |
|  | †Panthera atrox   |
|  |                   |
|  | †Panthera youngi  |
|  |                   |

|  | †Panthera fossilis                                                                                       |
|  | |
|  | \| \| †Panthera spelaea \| \| \| \| \| \| †Panthera atrox \| \| \| \| \| \| †Panthera youngi \| \| \| \| |
|  | |
|  | †Panthera spelaea                                                                                        |
|  | |
|  | †Panthera atrox                                                                                          |
|  | |
|  | †Panthera youngi                                                                                         |
|  | |

|  | †Panthera spelaea |
|  |                   |
|  | †Panthera atrox   |
|  |                   |
|  | †Panthera youngi  |
|  |                   |

|  | †Panthera fossilis                                                                                       |
|  | |
|  | \| \| †Panthera spelaea \| \| \| \| \| \| †Panthera atrox \| \| \| \| \| \| †Panthera youngi \| \| \| \| |
|  | |
|  | †Panthera spelaea                                                                                        |
|  | |
|  | †Panthera atrox                                                                                          |
|  | |
|  | †Panthera youngi                                                                                         |
|  | |

|  | †Panthera spelaea |
|  |                   |
|  | †Panthera atrox   |
|  |                   |
|  | †Panthera youngi  |
|  |                   |

|  | †Panthera fossilis                                                                                       |
|  | |
|  | \| \| †Panthera spelaea \| \| \| \| \| \| †Panthera atrox \| \| \| \| \| \| †Panthera youngi \| \| \| \| |
|  | |
|  | †Panthera spelaea                                                                                        |
|  | |
|  | †Panthera atrox                                                                                          |
|  | |
|  | †Panthera youngi                                                                                         |
|  | |

|  | †Panthera spelaea |
|  |                   |
|  | †Panthera atrox   |
|  |                   |
|  | †Panthera youngi  |
|  |                   |

|  | †Panthera fossilis                                                                                       |
|  | |
|  | \| \| †Panthera spelaea \| \| \| \| \| \| †Panthera atrox \| \| \| \| \| \| †Panthera youngi \| \| \| \| |
|  | |
|  | †Panthera spelaea                                                                                        |
|  | |
|  | †Panthera atrox                                                                                          |
|  | |
|  | †Panthera youngi                                                                                         |
|  | |

|  | †Panthera spelaea |
|  |                   |
|  | †Panthera atrox   |
|  |                   |
|  | †Panthera youngi  |
|  |                   |

|  | †Panthera fossilis                                                                                       |
|  | |
|  | \| \| †Panthera spelaea \| \| \| \| \| \| †Panthera atrox \| \| \| \| \| \| †Panthera youngi \| \| \| \| |
|  | |
|  | †Panthera spelaea                                                                                        |
|  | |
|  | †Panthera atrox                                                                                          |
|  | |
|  | †Panthera youngi                                                                                         |
|  | |

|  | †Panthera spelaea |
|  |                   |
|  | †Panthera atrox   |
|  |                   |
|  | †Panthera youngi  |
|  |                   |

|  | †Panthera fossilis                                                                                       |
|  | |
|  | \| \| †Panthera spelaea \| \| \| \| \| \| †Panthera atrox \| \| \| \| \| \| †Panthera youngi \| \| \| \| |
|  | |
|  | †Panthera spelaea                                                                                        |
|  | |
|  | †Panthera atrox                                                                                          |
|  | |
|  | †Panthera youngi                                                                                         |
|  | |

|  | †Panthera spelaea |
|  |                   |
|  | †Panthera atrox   |
|  |                   |
|  | †Panthera youngi  |
|  |                   |

|  | Panthera onca             |
|  |                           |
|  | †Panthera balamoides      |
|  |                           |
|  | †Panthera gombaszoegensis |
|  |                           |

|  | †Panthera fossilis                                                                                       |
|  | |
|  | \| \| †Panthera spelaea \| \| \| \| \| \| †Panthera atrox \| \| \| \| \| \| †Panthera youngi \| \| \| \| |
|  | |
|  | †Panthera spelaea                                                                                        |
|  | |
|  | †Panthera atrox                                                                                          |
|  | |
|  | †Panthera youngi                                                                                         |
|  | |

|  | †Panthera spelaea |
|  |                   |
|  | †Panthera atrox   |
|  |                   |
|  | †Panthera youngi  |
|  |                   |

|  | †Panthera fossilis                                                                                       |
|  | |
|  | \| \| †Panthera spelaea \| \| \| \| \| \| †Panthera atrox \| \| \| \| \| \| †Panthera youngi \| \| \| \| |
|  | |
|  | †Panthera spelaea                                                                                        |
|  | |
|  | †Panthera atrox                                                                                          |
|  | |
|  | †Panthera youngi                                                                                         |
|  | |

|  | †Panthera spelaea |
|  |                   |
|  | †Panthera atrox   |
|  |                   |
|  | †Panthera youngi  |
|  |                   |

|  | †Panthera fossilis                                                                                       |
|  | |
|  | \| \| †Panthera spelaea \| \| \| \| \| \| †Panthera atrox \| \| \| \| \| \| †Panthera youngi \| \| \| \| |
|  | |
|  | †Panthera spelaea                                                                                        |
|  | |
|  | †Panthera atrox                                                                                          |
|  | |
|  | †Panthera youngi                                                                                         |
|  | |

|  | †Panthera spelaea |
|  |                   |
|  | †Panthera atrox   |
|  |                   |
|  | †Panthera youngi  |
|  |                   |

|  | †Panthera fossilis                                                                                       |
|  | |
|  | \| \| †Panthera spelaea \| \| \| \| \| \| †Panthera atrox \| \| \| \| \| \| †Panthera youngi \| \| \| \| |
|  | |
|  | †Panthera spelaea                                                                                        |
|  | |
|  | †Panthera atrox                                                                                          |
|  | |
|  | †Panthera youngi                                                                                         |
|  | |

|  | †Panthera spelaea |
|  |                   |
|  | †Panthera atrox   |
|  |                   |
|  | †Panthera youngi  |
|  |                   |

|  | †Panthera fossilis                                                                                       |
|  | |
|  | \| \| †Panthera spelaea \| \| \| \| \| \| †Panthera atrox \| \| \| \| \| \| †Panthera youngi \| \| \| \| |
|  | |
|  | †Panthera spelaea                                                                                        |
|  | |
|  | †Panthera atrox                                                                                          |
|  | |
|  | †Panthera youngi                                                                                         |
|  | |

|  | †Panthera spelaea |
|  |                   |
|  | †Panthera atrox   |
|  |                   |
|  | †Panthera youngi  |
|  |                   |

|  | †Panthera fossilis                                                                                       |
|  | |
|  | \| \| †Panthera spelaea \| \| \| \| \| \| †Panthera atrox \| \| \| \| \| \| †Panthera youngi \| \| \| \| |
|  | |
|  | †Panthera spelaea                                                                                        |
|  | |
|  | †Panthera atrox                                                                                          |
|  | |
|  | †Panthera youngi                                                                                         |
|  | |

|  | †Panthera spelaea |
|  |                   |
|  | †Panthera atrox   |
|  |                   |
|  | †Panthera youngi  |
|  |                   |

|  | †Panthera fossilis                                                                                       |
|  | |
|  | \| \| †Panthera spelaea \| \| \| \| \| \| †Panthera atrox \| \| \| \| \| \| †Panthera youngi \| \| \| \| |
|  | |
|  | †Panthera spelaea                                                                                        |
|  | |
|  | †Panthera atrox                                                                                          |
|  | |
|  | †Panthera youngi                                                                                         |
|  | |

|  | †Panthera spelaea |
|  |                   |
|  | †Panthera atrox   |
|  |                   |
|  | †Panthera youngi  |
|  |                   |

|  | †Panthera fossilis                                                                                       |
|  | |
|  | \| \| †Panthera spelaea \| \| \| \| \| \| †Panthera atrox \| \| \| \| \| \| †Panthera youngi \| \| \| \| |
|  | |
|  | †Panthera spelaea                                                                                        |
|  | |
|  | †Panthera atrox                                                                                          |
|  | |
|  | †Panthera youngi                                                                                         |
|  | |

|  | †Panthera spelaea |
|  |                   |
|  | †Panthera atrox   |
|  |                   |
|  | †Panthera youngi  |
|  |                   |

|  | Panthera uncia     |
|  |                    |
|  | †Panthera blytheae |
|  |                    |

|  | †Panthera tigris soloensis                                                          |                 |
|  |                                                                                     |                 |
|  | †Panthera tigris acutidens                                                          |                 |
|  |                                                                                     |                 |
|  | †Panthera tigris trinilensis                                                        | Panthera tigris |
|  | †Panthera tigris trinilensis                                                        | Panthera tigris |
|  | \| \| Panthera tigris tigris \| \| \| \| \| \| Panthera tigris sondaica \| \| \| \| |                 |
|  |                                                                                     |                 |
|  | Panthera tigris tigris                                                              |                 |
|  |                                                                                     |                 |
|  | Panthera tigris sondaica                                                            |                 |
|  |                                                                                     |                 |

|  | Panthera tigris tigris   |
|  |                          |
|  | Panthera tigris sondaica |
|  |                          |

|  | †Panthera tigris soloensis                                                          |                 |
|  |                                                                                     |                 |
|  | †Panthera tigris acutidens                                                          |                 |
|  |                                                                                     |                 |
|  | †Panthera tigris trinilensis                                                        | Panthera tigris |
|  | †Panthera tigris trinilensis                                                        | Panthera tigris |
|  | \| \| Panthera tigris tigris \| \| \| \| \| \| Panthera tigris sondaica \| \| \| \| |                 |
|  |                                                                                     |                 |
|  | Panthera tigris tigris                                                              |                 |
|  |                                                                                     |                 |
|  | Panthera tigris sondaica                                                            |                 |
|  |                                                                                     |                 |

|  | Panthera tigris tigris   |
|  |                          |
|  | Panthera tigris sondaica |
|  |                          |

|  | Panthera uncia     |
|  |                    |
|  | †Panthera blytheae |
|  |                    |

|  | †Panthera tigris soloensis                                                          |                 |
|  |                                                                                     |                 |
|  | †Panthera tigris acutidens                                                          |                 |
|  |                                                                                     |                 |
|  | †Panthera tigris trinilensis                                                        | Panthera tigris |
|  | †Panthera tigris trinilensis                                                        | Panthera tigris |
|  | \| \| Panthera tigris tigris \| \| \| \| \| \| Panthera tigris sondaica \| \| \| \| |                 |
|  |                                                                                     |                 |
|  | Panthera tigris tigris                                                              |                 |
|  |                                                                                     |                 |
|  | Panthera tigris sondaica                                                            |                 |
|  |                                                                                     |                 |

|  | Panthera tigris tigris   |
|  |                          |
|  | Panthera tigris sondaica |
|  |                          |

|  | †Panthera tigris soloensis                                                          |                 |
|  |                                                                                     |                 |
|  | †Panthera tigris acutidens                                                          |                 |
|  |                                                                                     |                 |
|  | †Panthera tigris trinilensis                                                        | Panthera tigris |
|  | †Panthera tigris trinilensis                                                        | Panthera tigris |
|  | \| \| Panthera tigris tigris \| \| \| \| \| \| Panthera tigris sondaica \| \| \| \| |                 |
|  |                                                                                     |                 |
|  | Panthera tigris tigris                                                              |                 |
|  |                                                                                     |                 |
|  | Panthera tigris sondaica                                                            |                 |
|  |                                                                                     |                 |

|  | Panthera tigris tigris   |
|  |                          |
|  | Panthera tigris sondaica |
|  |                          |

|  | Panthera onca             |
|  |                           |
|  | †Panthera balamoides      |
|  |                           |
|  | †Panthera gombaszoegensis |
|  |                           |

|  | †Panthera fossilis                                                                                       |
|  | |
|  | \| \| †Panthera spelaea \| \| \| \| \| \| †Panthera atrox \| \| \| \| \| \| †Panthera youngi \| \| \| \| |
|  | |
|  | †Panthera spelaea                                                                                        |
|  | |
|  | †Panthera atrox                                                                                          |
|  | |
|  | †Panthera youngi                                                                                         |
|  | |

|  | †Panthera spelaea |
|  |                   |
|  | †Panthera atrox   |
|  |                   |
|  | †Panthera youngi  |
|  |                   |

|  | †Panthera fossilis                                                                                       |
|  | |
|  | \| \| †Panthera spelaea \| \| \| \| \| \| †Panthera atrox \| \| \| \| \| \| †Panthera youngi \| \| \| \| |
|  | |
|  | †Panthera spelaea                                                                                        |
|  | |
|  | †Panthera atrox                                                                                          |
|  | |
|  | †Panthera youngi                                                                                         |
|  | |

|  | †Panthera spelaea |
|  |                   |
|  | †Panthera atrox   |
|  |                   |
|  | †Panthera youngi  |
|  |                   |

|  | †Panthera fossilis                                                                                       |
|  | |
|  | \| \| †Panthera spelaea \| \| \| \| \| \| †Panthera atrox \| \| \| \| \| \| †Panthera youngi \| \| \| \| |
|  | |
|  | †Panthera spelaea                                                                                        |
|  | |
|  | †Panthera atrox                                                                                          |
|  | |
|  | †Panthera youngi                                                                                         |
|  | |

|  | †Panthera spelaea |
|  |                   |
|  | †Panthera atrox   |
|  |                   |
|  | †Panthera youngi  |
|  |                   |

|  | †Panthera fossilis                                                                                       |
|  | |
|  | \| \| †Panthera spelaea \| \| \| \| \| \| †Panthera atrox \| \| \| \| \| \| †Panthera youngi \| \| \| \| |
|  | |
|  | †Panthera spelaea                                                                                        |
|  | |
|  | †Panthera atrox                                                                                          |
|  | |
|  | †Panthera youngi                                                                                         |
|  | |

|  | †Panthera spelaea |
|  |                   |
|  | †Panthera atrox   |
|  |                   |
|  | †Panthera youngi  |
|  |                   |

|  | †Panthera fossilis                                                                                       |
|  | |
|  | \| \| †Panthera spelaea \| \| \| \| \| \| †Panthera atrox \| \| \| \| \| \| †Panthera youngi \| \| \| \| |
|  | |
|  | †Panthera spelaea                                                                                        |
|  | |
|  | †Panthera atrox                                                                                          |
|  | |
|  | †Panthera youngi                                                                                         |
|  | |

|  | †Panthera spelaea |
|  |                   |
|  | †Panthera atrox   |
|  |                   |
|  | †Panthera youngi  |
|  |                   |

|  | †Panthera fossilis                                                                                       |
|  | |
|  | \| \| †Panthera spelaea \| \| \| \| \| \| †Panthera atrox \| \| \| \| \| \| †Panthera youngi \| \| \| \| |
|  | |
|  | †Panthera spelaea                                                                                        |
|  | |
|  | †Panthera atrox                                                                                          |
|  | |
|  | †Panthera youngi                                                                                         |
|  | |

|  | †Panthera spelaea |
|  |                   |
|  | †Panthera atrox   |
|  |                   |
|  | †Panthera youngi  |
|  |                   |

|  | †Panthera fossilis                                                                                       |
|  | |
|  | \| \| †Panthera spelaea \| \| \| \| \| \| †Panthera atrox \| \| \| \| \| \| †Panthera youngi \| \| \| \| |
|  | |
|  | †Panthera spelaea                                                                                        |
|  | |
|  | †Panthera atrox                                                                                          |
|  | |
|  | †Panthera youngi                                                                                         |
|  | |

|  | †Panthera spelaea |
|  |                   |
|  | †Panthera atrox   |
|  |                   |
|  | †Panthera youngi  |
|  |                   |

|  | †Panthera fossilis                                                                                       |
|  | |
|  | \| \| †Panthera spelaea \| \| \| \| \| \| †Panthera atrox \| \| \| \| \| \| †Panthera youngi \| \| \| \| |
|  | |
|  | †Panthera spelaea                                                                                        |
|  | |
|  | †Panthera atrox                                                                                          |
|  | |
|  | †Panthera youngi                                                                                         |
|  | |

|  | †Panthera spelaea |
|  |                   |
|  | †Panthera atrox   |
|  |                   |
|  | †Panthera youngi  |
|  |                   |

|  | Panthera onca             |
|  |                           |
|  | †Panthera balamoides      |
|  |                           |
|  | †Panthera gombaszoegensis |
|  |                           |

|  | †Panthera fossilis                                                                                       |
|  | |
|  | \| \| †Panthera spelaea \| \| \| \| \| \| †Panthera atrox \| \| \| \| \| \| †Panthera youngi \| \| \| \| |
|  | |
|  | †Panthera spelaea                                                                                        |
|  | |
|  | †Panthera atrox                                                                                          |
|  | |
|  | †Panthera youngi                                                                                         |
|  | |

|  | †Panthera spelaea |
|  |                   |
|  | †Panthera atrox   |
|  |                   |
|  | †Panthera youngi  |
|  |                   |

|  | †Panthera fossilis                                                                                       |
|  | |
|  | \| \| †Panthera spelaea \| \| \| \| \| \| †Panthera atrox \| \| \| \| \| \| †Panthera youngi \| \| \| \| |
|  | |
|  | †Panthera spelaea                                                                                        |
|  | |
|  | †Panthera atrox                                                                                          |
|  | |
|  | †Panthera youngi                                                                                         |
|  | |

|  | †Panthera spelaea |
|  |                   |
|  | †Panthera atrox   |
|  |                   |
|  | †Panthera youngi  |
|  |                   |

|  | †Panthera fossilis                                                                                       |
|  | |
|  | \| \| †Panthera spelaea \| \| \| \| \| \| †Panthera atrox \| \| \| \| \| \| †Panthera youngi \| \| \| \| |
|  | |
|  | †Panthera spelaea                                                                                        |
|  | |
|  | †Panthera atrox                                                                                          |
|  | |
|  | †Panthera youngi                                                                                         |
|  | |

|  | †Panthera spelaea |
|  |                   |
|  | †Panthera atrox   |
|  |                   |
|  | †Panthera youngi  |
|  |                   |

|  | †Panthera fossilis                                                                                       |
|  | |
|  | \| \| †Panthera spelaea \| \| \| \| \| \| †Panthera atrox \| \| \| \| \| \| †Panthera youngi \| \| \| \| |
|  | |
|  | †Panthera spelaea                                                                                        |
|  | |
|  | †Panthera atrox                                                                                          |
|  | |
|  | †Panthera youngi                                                                                         |
|  | |

|  | †Panthera spelaea |
|  |                   |
|  | †Panthera atrox   |
|  |                   |
|  | †Panthera youngi  |
|  |                   |

|  | †Panthera fossilis                                                                                       |
|  | |
|  | \| \| †Panthera spelaea \| \| \| \| \| \| †Panthera atrox \| \| \| \| \| \| †Panthera youngi \| \| \| \| |
|  | |
|  | †Panthera spelaea                                                                                        |
|  | |
|  | †Panthera atrox                                                                                          |
|  | |
|  | †Panthera youngi                                                                                         |
|  | |

|  | †Panthera spelaea |
|  |                   |
|  | †Panthera atrox   |
|  |                   |
|  | †Panthera youngi  |
|  |                   |

|  | †Panthera fossilis                                                                                       |
|  | |
|  | \| \| †Panthera spelaea \| \| \| \| \| \| †Panthera atrox \| \| \| \| \| \| †Panthera youngi \| \| \| \| |
|  | |
|  | †Panthera spelaea                                                                                        |
|  | |
|  | †Panthera atrox                                                                                          |
|  | |
|  | †Panthera youngi                                                                                         |
|  | |

|  | †Panthera spelaea |
|  |                   |
|  | †Panthera atrox   |
|  |                   |
|  | †Panthera youngi  |
|  |                   |

|  | †Panthera fossilis                                                                                       |
|  | |
|  | \| \| †Panthera spelaea \| \| \| \| \| \| †Panthera atrox \| \| \| \| \| \| †Panthera youngi \| \| \| \| |
|  | |
|  | †Panthera spelaea                                                                                        |
|  | |
|  | †Panthera atrox                                                                                          |
|  | |
|  | †Panthera youngi                                                                                         |
|  | |

|  | †Panthera spelaea |
|  |                   |
|  | †Panthera atrox   |
|  |                   |
|  | †Panthera youngi  |
|  |                   |

|  | †Panthera fossilis                                                                                       |
|  | |
|  | \| \| †Panthera spelaea \| \| \| \| \| \| †Panthera atrox \| \| \| \| \| \| †Panthera youngi \| \| \| \| |
|  | |
|  | †Panthera spelaea                                                                                        |
|  | |
|  | †Panthera atrox                                                                                          |
|  | |
|  | †Panthera youngi                                                                                         |
|  | |

|  | †Panthera spelaea |
|  |                   |
|  | †Panthera atrox   |
|  |                   |
|  | †Panthera youngi  |
|  |                   |

Тигар је део рода Panthera заједно са лавом, леопардом, јагуаром и снежним леопардом. Резултати генетских анализа показују да су тигар и снежни леопард сестринске врсте чије су се лозе одвојиле између 2,70 и 3,70 милиона година. Секвенцирање целог тигровог генома показује поновљене секвенце које су паралелне онима у другим геномима мачака.
Фосилна врста Panthera palaeosinensis из периода раног плеистоцена у северној Кини је описана као могући предак тигра, када је откривена 1924. године, али модерна кладистика је сматра базалном за савремену Panthera. Panthera zdanskyi је живела отприлике у исто време и на истом месту, и сугерисано је да је сестринска врста модерног тигра, приликом испитавања обављених 2014. Међутим, од 2023. године, најмање две следеће студије су сматрале да је P. zdanskyi вероватно синоним за P. palaeosinensis, уз напомену да његове предложене разлике од те врсте спадају у опсег индивидуалних варијација. Најраније појављивање модерних врста тигрова у фосилним записима су фрагменти вилице из Лантиона у Кини који су датирани у рани плеистоцен.
Фосили тигрова из средњег до касног плеистоцена пронађени су широм Кине, Суматре и Јаве. Праисторијске подврсте укључују Panthera tigris trinilensis и P. t. soloensis са Јаве и Суматре и P. t. acutidens у Кини; фосили из периода касног плеистоцена и раног холоцена такође су пронађени на Борнеу и Палавану на Филипинима. Фосилни налази тигрова су такође нађени у периоду средњег-касног плеистоцена у Јапану. Резултати филогеографске студије показују да сви живи тигрови имају заједничког претка који је живео пре између 108.000 и 72.000 година. Генетске студије сугеришу да се популација тигрова смањила пре око 115.000 година због глацијације. Модерне популације тигрова потичу из рефугијума у Индокини и прошириле су се широм Азије након последњег глацијалног максимума. Док су колонизовали североисточну Кину, преци јужнокинеског тигра су се помешали са реликтном популацијом тигрова.

### Хибриди
Тигрови се могу укрштати са другим мачкама Panthera и то су чинили у заточеништву. Лигар је настао укрштањем женке тигра и мужјака лава, а тигон потомство мужјака тигра и женке лава. Отац лав преноси ген који подстиче раст, али одговарајући ген који инхибира раст од женке тигра је одсутан, тако да лигри расту далеко више од било које родитељске врсте. Насупрот томе, мужјак тигра не преноси ген који подстиче раст, док лавица преноси ген који инхибира раст; дакле, тигони су отприлике исте величине као и родитељска врста. Пошто често развијају по живот опасне урођене мане и лако могу постати гојазни, узгој ових хибрида сматра се неетичким.

## Карактеристике
Тигар има типичну мачју морфологију, мишићавог је тела, краћих ногу, снажних предњих удова са широким предњим шапама, великом главом и репом који је око половине дужине спрам остатка његовог тела. Има пет прстију, укључујући пети прст, на предњим ногама и четири прста на задњим ногама, од којих све имају канџе коју се могу увући а које су компактне и закривљене и могу достићи 10 центиметара дужине. Уши су заобљене, а очи имају округле зенице. Њушка се завршава троугластим, ружичастим врхом са малим црним тачкама, чији се број повећава са годинама. Лобања тигра је робусна, са суженим предњим делом, дугим носним костима и продуженом лобањом са великим сагиталним гребеном. Подсећа на лобању лава, али се од ње разликује по конкавној или спљоштеној доњој страни доње вилице и дужим ноздрвама. Тигар има 30 прилично робусних зуба, а његови донекле закривљени очњаци су најдужи у породици мачака и распона су од 6.4 до 7.6 cm.
Тигар има дужину главе и тела од  1.4-2.8 m, са  реп и 0.6-1.1 m. Сибирски и бенгалски тигрови су највећи. Мужјаци бенгалског тигрова теже 200–260 kg, а женке теже 100–160 kg; острвски тигрови су најмањи. Мужјаци суматранског тигра теже 100–140 kg, а женке теже 75–140 kg.
Популарно се сматра да је тигар највећа жива врста мачака; али пошто се тигрови различитих подврста и популација у великој мери разликују по величини и тежини, просечна величина тигра може бити мања од тежине лаве, док су највећи тигрови већи од највећих лавова 

### Длака
Длака тигра обично има кратку длаку, која достиже и до 35 mm (1,4 in), иако длака сибирског тигра који живи на северу може достићи 105 mm (4,1 in). Длаке на стомаку имају тенденцију да буду дуже од длака на леђима. Крзно је обично тање густине, иако сибирски тигар има посебно густу длаку током зиме. Тигар има крзно и око лица, као и дугачке бркове, посебно код мужјака. Има наранџасту боју која варира од жућкасте до црвенкасте нијансе. Бело крзно покрива доњу страну, од главе до репа, као и унутрашњу површину ногу и делова лица. На задњој страни ушију има истакнуту белу мрљу, која је окружена црном. Тигар је специфичан по карактеристичним црним или тамно смеђим пругама, које су јединствене шарене код сваког појединца. Пруге су углавном вертикалне, али пруге на удовима и челу су хоризонталне. Пруге су више присутне у делу према леђима, а оне на трупу могу сезати и испод стомака. Врхови пруга су углавном оштри. На репу тигра црни врх означава крај.
Тигар је једна од само неколико врста пругастих мачака. Пруге су погодне за камуфлажу у вегетацији са вертикалним шарама светла и сенке, као што су дрвеће, трска и висока трава. Ово је подржано студијом Фуријеове анализе која показује да се обрасци пруга подударају са окружењем. Наранџаста боја такође може помоћи у прикривању, јер је тигров плен не распознаје боје и вероватно доживљава да је тигар зелене боје и уклапа се у вегетацију.

### Варијације боја
Три варијанте боја бенгалских тигрова - снежно бели скоро без пруга, бели и златни - сада практично не постоје у дивљини због смањења популације дивљих тигрова, али настављају да живе у заточеништву. Бели тигар има бело крзно са сепија-браон пругама. Златни тигар је бледозлатне боје са црвенкасто-браон пругама. Снежно бели тигар је морф са изузетно бледим пругама и бледо-смеђим репом. Бели и златни морфови су резултат аутозомно рецесивне особине са белим локусом и широкопојасним локусом. Снежно белу варијацију изазивају полигени са белим и широкопојасним локусима. Узгој белих тигрова је контроверзан. Само 0,001% дивљих тигрова има гене за ову морфологију боја и превелика заступљеност белих тигрова у заточеништву је резултат парења међу сродницима. Њиихов наставак размножавања ће бити ризичан по животиње и доћи ће до губитка генетске варијабилности код тигрова у заточеништву.

## Распрострањеност и станиште
Тигар је кроз исторју живео од простора источне Турске, северног Ирана и Авганистана до централне Азије и од северног Пакистана, преко индијског потконтинента и Индокине и све до југоисточног Сибира, Суматре, Јаве и Балија. Од 2022. године, насељава мање од 7% свог историјског хабуста и врста живи у раштрканим разуђеним подручјима Индокинеског полуострва, Суматре, североисточне Кини и руског Далеког истока. Индија је од 2020. имала највећи обим г станишта тигрова на свету, на територији која је обихватала 300.508 km2 (116.027 sq mi) а  потом следи Русија на чијој територији су тигрови живели наа 195.819 km2 (75.606 sq mi).
Тигар углавном живи у шумским стаништима и веома је прилагодљив. Записи у централној Азији указују да је првенствено насељавао тугајске речне шуме и брдске и низијске шуме на Кавказу. У Амур - Усури региону Русије и Кине, насељава шуме богате корејским бором као и умерене широколисне и мешовите шуме; приобалне шуме служе као простори за ширење врсте, обезбеђујући храну и воду као и ловину у виду правих копитара. На индијском потконтиненту насељава углавном тропске и суптропске влажне широколисне шуме, умерене широколисне и мешовите шуме, тропске влажне зимзелене шуме, тропске суве шуме, алувијалне равнице и шуме мангрова Сундарбанса. На источним Хималајима, тигрови су забележени у шумама умереног појаса,к до надморске висине од 4.200 m (13.800 ft) у Бутану, од 3.630 m (11.910 ft) у брдима Мишми и од 3.139 m (10.299 ft) у округу Медог, југоисточни Тибет. На Тајланду живи у листопадним и зимзеленим шумама. На Суматри насељава низијске тресетне мочварне шуме и кршевите планинске шуме.

### Густина насељености
Снимци скривених камера за посматрање тигрова настали у периоду 2010–2015 у листопадној и суптропској боровој шуми Националног парка Џим Корбет у северној Индији открило је стабилну густину насљености тигрова од 12–17 јединки на 100 km2 (39 sq mi), на површини од 521 km2 (201 sq mi). У северном Мјанмару, густина насељености у узоркованој области од отприлике 3.250 km2 (1.250 sq mi) у простору тропских широколисних шума и травнатих предела процењено је на 0,21–0,44 тигрова на 100 km2 (39 sq mi)  од 2009. Густина насељености у мешовитим листопадним и полу-зимзеленим шумама одређених тајландских резервата за дивље животиње процењена је на 2,01 тигрова на 100 km2 (39 sq mi); током 1970-их и 1980-их, сеча и криволов су се дешавали у суседним националним парковима Мае Вонг и Кхлонг Лан, где је густина популације била много мања, процењено је да је живело само 0,359 тигрова на 100 km2 (39 sq mi), према подацима од 2016. Густина насељености у диптерокарпним и планинским шумама у северној Малезији процењена је на 1,47–2,43 одраслих тигрова на 100 km2 (39 sq mi) у Државном парку Ројал Белум, док је процењено да има 0,3–0,92 одраслих тигрова на 100 km2 (39 sq mi) у незаштићеном селективно посеченом шумском резервату Теменгор.

## Понашање и екологија
Подаци са камера показују да су тигрови у Националном парку Читван избегавали локације које људи посећују и да су били активнији ноћу него дању. У Националном парку Сундарбан, шест тигрова који су носили џи-пи-ес уређаје, било је најактивније од зоре до раног јутра и достигли су врхунац својих активности око 7:00 сати ујутру. Трогодишње истраживање камером у Националном парку Шуклафанта открило је да су тигрови били најактивнији од сумрака до поноћи. У североисточној Кини, тигрови су били активни ноћу, најиктивни су били у зору и сумрак, односно углавном су били активни у исто време када и њихов плен.
Тигар је успешан пливач и лако прелази реке широке до 8 километара; урања у воду, посебно у топлим данима. Генерално, мање је способаm да се пење на дрвеће у поређењу са другим мачкама, због саме величине, али младунци млађи од 16 месеци могу то лако да изведу. Одрасле јединке су снимљене како се пењу на 10 метара глатког дрвета одређене врсте смокве.

### Међусобни размак
Одрасли тигрови воде углавном усамљеничке животе унутар својих подручја или територија, чија величина углавном зависи од обиља плена, географског подручја и пола јединке. Мужјаци и женке бране свој дом од других тигрова истог пола, а на простор једног мужјака обитава више женки. Две женке у Сундарбансу имале су распон од 106 and 141 km2 (41 and 54 sq mi). У резервату тигрова Пана, дом пет у природу поново уведених женки варирао је од 53—67 km2 (20—26 sq mi) зими, да би пао на 55—60 km2 (21—23 sq mi) лети и до 46—94 km2 (18—36 sq mi) током сезоне монсуна; три мужјака су имала 84—147 km2 (32—57 sq mi) велики простор током зиме, 82—98 km2 (32—38 sq mi)  лети и 81—118 km2 (31—46 sq mi) током монсунских сезона. У резервату биосфере Сикхоте-Алин, 14 женки имало је дом 248—520 km2 (96—201 sq mi) и пет мужјака 847—1.923 km2 (327—742 sq mi)  који се преклапају са онима до пет женки. Када су тигрице у истом резервату имале младунчад до четири месеца старости, смањиле су своју територију да би остале у близини младунчади све док њихово потомство није било старо 13–18 месеци.
Тигар је врста код којих постоји велика међусобна распротаљненост, а појединци се распршују на удаљеностима до 650 км (400 миља) како би дошли до популација тигрова у другим подручјима. Младе женке успостављају своје прве домове близу својих мајки, док мужјаци мигрирају даље. Четири женке које су биле праћене помоћу радио-овратника у Читвану су се распршиле између 0 and 432 km (0 and 268 mi) а 10 мужјака је отишло на простор удаљености између 95 and 657 km (59 and 408 mi). Млади мужјак живи као привремено у кућном подручју другог мужјака док не буде старији и довољно јак да изазове мужјака који је ту трајно настањен.
Тигрови обележавају своје територије прскањем мокраће по вегетацији и камењу, гребањем канџама или трљањем мириса по дрвећу и обележавањем стаза фекалијама, излучевинама аналних жлезда и стругањем земље. Ознаке мириса такође омогућавају појединцу да прикупи информације о другом тигру. Просторе које није обележио други тигар, посебно оне које су припадале преминулој јединки, могу се преузети за неколико дана или недеља.
Мужјаци тигрова су генерално мање толерантни према другим мужјацима у свом простору него женке према другим женкама. Спорови се обично решавају застрашивањем, а не борбом. Када се успостави доминација, мужјак може толерисати подређеног унутар свје територије, све док му се не приближава. Најозбиљнији спорови обично се дешавају између два мужјака који се такмиче за женку. Иако тигрови углавном живе сами, односи између појединаца могу бити сложени. Тигрови су посебно друштвени у убијању и мужјак тигра ће понекад делити ловину са женкама и младунцима и за разлику од мужјака лавова, дозволиће им да се хране ловином пре него што он заврши са јелом. Женка је напетија када наиђе на другу женку у лову.

### Комуникација
Током пријатељских сусрета и повезивања, тигрови се трљају једни о друге. Изрази лица укључују претњу из одбране која укључује наборано лице, показивање зуба, повучене уши и проширене зенице. И мужјаци и женке показују карактеристичну гримасу увијених усана, када осећају трагове урина те да открију ознаке које су направиле тигрице у еструсу. Тигрови ће у комуникацији померати уши како би показали беле тачке. Они такође користе своје репове да сигнализирају своје расположење. Да би показао срдачност, реп се подиже и полако се помера, док уплашени тигар спушта реп или маше с једне на другу страну. Када је животиња мирна, реп је ниско.
Тигрови су обично тихи, али могу произвести бројне звукове. Они урличу да сигнализирају своје присуство другим појединцима на великим удаљеностима. Ова вокализација се може се чути и до 3 километра далеко. Тигрови праве овај звук више пута заредом, а други тигровају одговарају на исти начин. Тигрови такође ричу током парења. Мајка ће ћесто урлати да дозове младунчад ка себи. Када су напети, тигрови стењу, звук је сличан урлику, али је мекши и када су уста барем делимично затворена. Јаук се чује 400 метара далеко. Агресивни сусрети укључују режање и шиштање. Експлозивна режећи кашаљ се емитује кроз отворена уста и откривене зубе. У пријатељским ситуацијама, тигрови стварају тихи, нискофреквентни звук фрктања сличан предењу код мањих мачака. Мајке тигрице комуницирају са својим младунцима звуком гроктања, док младунци узвраћају мјауком. Тигрови производе „пок” звук сличан звуку јелена, из непознатих разлога, али најчешће при убијању.

### Лов и исхрана
Тигар је месождер и алфа грабљивац који се храни углавном великим и средњим копитарима, а преферирају јелене самбар, манџурске вапитије, барасинга јелена, гаура и дивље свиње. Претпоставља се да су бројност и телесна тежина врста плена главни критеријуми за избор плена тигра, како унутар тако и изван заштићених подручја. Такође опортунистички лови мање врсте као што су мајмуни, паунови и друге птице које живе на земљи, дикобрази и рибе. Пријављени су и повремени напади на азијске слонове и индијске носороге. Тигрови чешће нападају рањивију телад. Понекад лове стоку и псе у непосредној близини насеља. Тигрови повремено конзумирају вегетацију, воће и минерале ради дијететских влакана.
Тигрови уче да лове од својих мајки, иако је способност лова можда делимично урођена. У зависности од величине плена, они обично убијају недељно, иако мајке морају да убијају чешће. Породице лове заједно када младунци постану довољно стари. Они траже плен користећи чула вида и слуха. Тигар такође чека на извору воде да наиђе плен, посебно током врућих летњих дана. Тигар је предатор који напада из заседе и када се приближи потенцијалном плену, чучи спуштене главе и крије се у лишћу. Пребацује се између пузања напред и мировања. Тигар може чак и задремати и остати на истом месту чак један дан, чекајући плен и кренути у напад тек када је плен довољно близу, обично при растојању од  30 метара. Ако га плен уочи пре тога, тигар одступа. Тигар може да трчии и 56 километара на час и скочи 10 метара; није тркач на дуге стазе и одустаје од потере ако га плен престигне на одређеној удаљености.
Тигар напада с леђа или са стране и покушава да избаци мету из равнотеже. Предњим удовима се закачи за плен, увијајући се и окрећући током борбе и покушава да га повуче на земљу. Тигар углавном гризе ловину за грло, све док његова жртва не умре од дављења. Има просечну снагу угриза на врховима очњака од 1234,3 њутна. Држање за грло ставља мачку ван домашаја рогова, рогова, кљова и копита. Тигрови су прилагодљиви у убијању ловине и могу користити друге методе, укључујући кидање грла или ломљење врата. Велики плен може бити онеспособљен угризом у задњи део скочног зглоба, пресецајући тетиву. Способни су да шапама разбију лобању воденог бивола. Мали плен убијају угризом у потиљак или главу. Процене успешности лова тигрова крећу се од ниских 5% до високих 50%. Понекад их убије или повреди велики или опасан плен попут гаура, бивола и вепра.
Тигрови обично премештају леш ловине на други простор, богате вегетације, не даље од 183 метра, мада постоје снимци да вуку ловине и до 549 метара. Довољно су јаки да повуку леш потпуно одраслог бивола на неку удаљеност. Одмарају се неко време пре јела и могу да конзумирају чак 50 килограма меса у једном храњењу, али се храни истом лешином неколико дана, остављајући мало остатака за друге врсте.

### Конкуренција
У већем делу опсега станишта, тигрови деле станиште са леопардима и азијским дивљим псима. Обично доминирају над обе врсте, мада код азијских дивљих паса зависи од величине чопора. Интеракције између три предатора укључују јурњаву, крађу и директно убијање. Велики чопори дивљих паса могу убити тигрове. Тигрови, леопарди и дивљи пси коегзистирају ловећи плен различите величине. У Националном парку Нагархол, просечна тежина ловина тигрова је 91.5 килограма, у поређењу са 37.6 килограма за леопарде и 43.4 за дивље псе. У националном парку Куи Бури, након смањења броја плена, тигрови су наставили да лове њима омиљени плен, док су леопарди и дивљи пси почели да чешће лове ситни плен.
И леопарди и азијски дивљи пси могу успешно да живе у станишту тигрова када постоји обиље хране и вегетације. Ове врсте су вероватно мање уобичајене тамо где су тигрови бројни. Опоравак популације тигрова у Националном парку Рајаји током 2000-их довео је до смањења густине популације леопарда. Слично томе, на две локације у централној Индији величина чопора азијских дивљих паса била је у негативној корелацији са бројем тигрова. Дистрибуција леопарда и дивљих паса у Куи Бурију била је у корелацији са приутоношћу плена и недостатку тигрова. У Националном парку Џигме Дорџи, откривено је да тигрови насељавају дубље делове шума, док су мањи предатори гурнути ближе рубовима.

### Репродукција и животни циклус
Тигар се углавном пари током целе године, посебно између новембра и априла. Тигрица је у еструсу три до шест дана у исто време, раздвојених у интервалима од три до девет недеља. Мужјак који живи на једном територији се пари са свим женкама на том просторју, које урлањем и обележавањем сигнализирају своју расположеност за парење. Млађи мужјаци који су у пролазу такође желе да учествују у парењу, што доводи до борбе у којој се утврђује ко је доминантнији, што је углавном старији мужјак који отера изазивача. Током удварања, мужјак је опрезан са женком док чека да она покаже знаке да је спремна за парење. Она му сигнализира тако што се поставља у лордозу са репом у страну. Копулација обично не траје дуже од 20 секунди, при чему мужјак уједе женку за врат. Након што се заврши, мужјак се брзо повлачи јер се женка може окренути и напасти га. Парови тигрова могу остати заједно до четири дана и парити се више пута. Трудноћа траје око или више од три месеца.
Тигрица се порађа на осамљеном месту, било у густом растињу, у пећини или под стеновитим заклоном. Легло углавном има чак седам младунаца, али су чешћа легала са два или три. Новорођени младунци теже 785 грама до килограм и шестодесетед грама, по рођењу су слепи. Мајка лиже и чисти своје младунчад, доји их и опако брани од сваке потенцијалне претње. Младунци отварају очи у доби од три до 14 дана и почињу да јасно виде тек након још неколико недеља. Они могу да напусте место за спавање након два месеца, што је отприлике у исто време када почињу да једу месо. Мајка их оставља саме једино док лови а ни тада не одлази далеко. Када посумња да неко подручје више није безбедно, она премешта своје младунце на ново место, премештајући их једно по једно тако што их устима хвата за врат. Тигрица у резервату биосфере Сихоте-Алин је максимизирала време проведено са својим младунцима тако што је смањила обим своје територије, убијајући већи плен и враћајући се брже у своју јазбину; када су младунци почели да једу месо, водила их је до ловина, чиме је оптимизовала њихову заштиту и приступ храни. У истом резервату угинуло је једно од 21 младунчета за више од осам година праћења и морталитет се није разликовао између младунчади оба пола. Праћење тигрова током шест година у резервату тигрова Рантхамборе показало је просечну годишњу стопу преживљавања од око 85 процената за 74 младунчад; стопа преживљавања порасла је на 97 процената и за младе јединке, старе од једне до две године. Узроци смртности младунаца су грабљивице, поплаве, пожари, смрт мајке и смртоносне повреде.
После отприлике два месеца, младунци могу да прате своју мајку. И даље се крију у вегетацији када она иде у лов. Млади стварају везе кроз игру, борбе и вежбање ухођења. У леглу се развија хијерархија, при чему је највеће младунче, често мужјак, најдоминантније и први једе. Отприлике у доби од шест месеци, младунци су потпуно одбијени од мајке и имају више слободе да истражују своју околину. Између осам и десет месеци прате мајку у лов. Младунче може да се убије већ са 11 месеци и да се осамостали у старости од 18 до 24 месеца старости; мужјаци се осамостаљују раније од женки. Тигрови са џи-пи-ес огрлицом у Читвану почели су да напуштају територију на којој су руђени у доби од 19 месеци. Младе женке су полно зреле при старости од три до четири године, док су мужјаци са четири до пет година. Генерацијско време тигра је око 7-10 година. Дивљи бенгалски тигрови живе 12-15 година. Подаци из Међународне матичне књиге тигрова 1938–2018 показују да су тигрови у заточеништву живели до 19 година.
Отац не игра улогу у васпитању младих, али се сусреће и комуницира са њима. Чини се да мужјак посећује породице женки и младунаца у оквиру своје територије. Друже се и чак деле ловину. Снимљен је један мужјак који је чувао младунчад чија је мајка умрла. Одбраном свог  подручја, мужјак штити женке и младунце од других мужјака. Када нови мужјак преузме власт, зависна младунчад су у опасности да буду убијени јер мужјак који је преузео доминацију над територијом покушава да оплоди женке. Седмогодишња студија у националном парку Читван открила је да је 12 од 56 откривених младунаца и младих јединки убио нови мужјак који сје преузео територију.

### Здравље и болести
Тигрови погађају разни паразите, укључујући тракавице као што су Diphyllobothrium erinacei, Taenia pisiformis у Индији и ваљкасти црви попут врста Toxocara у Индији и Physaloptera preputialis, Dirofilaria ursi и Uiteinarta у Сибиру.
Познато је да се псећа куга јавља код сибирских тигрова. Инфекција морбиливирусом била је вероватни узрок смрти тигрице на руском Далеком истоку која је такође била позитивна на мачју панлеукопенију и мачји коронавирус. Узорци крви 11 одраслих тигрова у Непалу показали су антитела на пасји парвовирус -2, мачји херпесвирус, мачји коронавирус, лептоспирозу и Toxoplasma gondii.

## Угроженост
Почетком 19. века постојало је 100.000 тигрова. Данас се тај број значајно променио. У свету живи негде између 5.000 и 7.000 тигрова. У Кини је 2019. у заточеништву живело 150 јужнокинеских тигрова, од којих је 144 било део програма узгоја „Кинеског удружења зоолошких вртова”.
Тигар је наведен као угрожена врста на Црвеном списку IUCN-а од 1986. године, а сматра се да је глобална популација тигрова континуирано опадала са процењене популације од 5.000–8.262 тигрова у касним 1990-тим на 3.726–5.578 јединки процењених током 2022. У периоду  2001–2020, предели у којима живе тигрови су опали са 1.025.488 km2 (395.943 sq mi) територије на 911.901 km2 (352.087 sq mi). Уништавање станишта, фрагментација станишта и лов ради крзна и делова тела главне су претње које су допринеле смањењу популација тигрова у свим земљама распрострањења.
Заштићена подручја у централној Индији су веома фрагментирана због линеарне инфраструктуре као што су путеви, железничке линије, далеководи, канали за наводњавање и рударске активности у близини. У региону Танинтхарии у јужном Мјанмару, крчење шума у комбинацији са рударењем и великим притиском ловаца директно прети тамошњој популацији тигрова. На Тајланду, девет од 15 заштићених подручја у којима се налазе тигрови су изоловани и фрагментирани, што нуди малу вероватноћу за напуштање станишта младих јединки и насељавање у другом простору где живе тигрови, што директно утиче на опстанак врсте; у четири од 15 заштићених подручја нема тигрова, отприлике од 2013. На полуострву Малезија, 83.157 km2 (32.107 sq mi) станишта тигрова очишћена је током 1988–2012, већина за индустријске плантаже. Куповина земљишта великих размера од око 23.000 km2 (8.900 sq mi) за комерцијалну пољопривреду и експлоатација шума ради дрвне грађе у Камбоџи, допринела је фрагментацији потенцијалног станишта тигрова, посебно у равницама на истоку земље. Последица инцеста, заједно са уништавањем станишта, мњаком плена и криволовом представља претњу малој и изолованој популацији тигрова у планинама Чангбај дуж границе између Кине и Русије. У Кини су тигрови постали мета великих кампања „против штеточина“ организованих током раних 1950-их, где су погодна станишта била фрагментирана након крчења шума и пресељења људи у рурална подручја, који су ловили тигрове. Иако је лов на тигрове био забрањен 1977. године, популација је наставила да опада и сматра се изумрлим у Јужној Кини од 2001.
Популације тигрова у Индији су биле на мети криволоваца од 1990-их и истребљени су у два резервата током 2005. и 2009. У периоду од марта 2017. до јануара 2020. године у шуми резервата површине од око 1.000 km2 (390 sq mi) у јужној Бурми откривено је 630 активности ловаца који користе замке, мреже, платформе за лов и ловачке псе. Национални парк Нам Ет-Пхоу Лоуеи сматран је последњим важним локалитетом за тигра у Лаосу, али тигрови тамо нису примећени најраније од 2013. године; ова популација је вероватно постала жртва неселективно постављених замки. Јединице за борбу против криволова у пределу Керинци Себлат на Суматри уклониле су 362 замке за тигрове и заплениле 91 кожу тигра током 2005–2016; годишње стопе криволова су се повећавале са порастом цена коже. Криволов је такође главна претња популацији тигрова на далеком истоку Русије, где путеви за сечу олакшавају приступ ловокрадицама и људима који сакупљају шумске производе који су важни за преживљавање врста плена зими.
Делови тела 207 тигрова откривени су током 21 истраживања у периоду 1991–2014 на две пијаце дивљих животиња у Мјанмару које су нудиле различите делове тела тигра купцима на Тајланду и у Кини. Током година 2000–2022, најмање 3.377 тигрова је заплењено у 2.205 заплена у 28 земаља; заплене су обухватиле 665 живих и 654 мртвих јединки, 1.313 целих тигрових кожа, 16.214 делова тела као што су кости, зуби, шапе, канџе, бркови и 1.1 тону меса; 759 заплена у Индији обухватали су делове тела 893 тигра; и 403 заплене на Тајланду укључивале су углавном тигрове узгајане у заточеништву. Запленама у Непалу између јануара 2011. и децембра 2015. спасено је 585 комада делова тела тигра и два цела леша у 19 округа. Подаци о заплени из Индије током 2001–2021 показују да су тигрове коже биле делови тела којима се најчешће трговало, а затим канџе, кости и зуби; руте трговине су углавном пролазиле кроз државе Махараштра, Карнатака, Тамил Наду и Асам. Укупно 292 дела тела тигра су заплењена у америчким границама из личног пртљага путника и преко поште, у периоду између 2003. и 2012.
Потражња за деловима тигрова за употребу у традиционалној кинеској медицини такође је наведена као велика претња популацији тигрова. Интервјуи са локалним становништвом у бангладешком Сундарбансу открили су да они убијају тигрове за потребе локалне потрошње и трговину кожама, костима и месом, ради одмазде за нападе тигрова и ради личног узбуђења. Делове тела тигрова попут коже, костију, зуба и длаке локално конзумирају богати Бангладешани и илегално их тргују, из Бангладеша у 15 земаља, укључујући Индију, Кину, Малезију, Кореју, Вијетнам, Камбоџу, Јапан и Уједињено Краљевство, преко копнених граница, аеродрома и морске луке. „Фарме тигрова“ у Кини и југоисточној Азији узгајају тигрове ради трговине на илегалном тржишту и вероватно погоршавају угроженост популацији тигорва у дивљини јер овећавајући потражњу за производима од тигрова.
Мештани који убијају тигрове у знак одмазде за нападе на стоку представљају претњу за популацију јер сукобљање људи и дивљих животиња такође доприноси опадању популације.

## Заштита
| Држава     | Година | Процена     |
| ---------- | ------ | ----------- |
| Индија     | 2022.  | 3.167–3.682 |
| Русија     | 2022.  | 573–600     |
| Индонезија | 2022.  | 393         |
| Непал      | 2022.  | 316–355     |
| Тајланд    | 2022.  | 148–189     |
| Малезија   | 2022.  | <150        |
| Бутан      | 2022.  | 131         |
| Бангладеш  | 2022.  | 118–122     |
| Кина       | 2022.  | >60         |
| Мјанмар    | 2022.  | 28          |
| Укупно     |        | 5,638–5,899 |

На међународном нивоу, тигар је заштићен према Конвенцији о међународном промету угрожених врста дивље флоре и фауне, Додатак I, који забрањује трговину живим тигровима и деловима тела. У Русији је лов на тигра забрањен од 1952. У Бутану је заштићен од 1969. године и уврштен као потпуно заштићен од 1995. Од 1972. добио је највиши ниво заштите према индијском закону о дивљим животињама из 1972. године. У Непалу и Бангладешу врста је заштићена од 1973. Од 1976. године, потпуно је заштићен према малезијском Закону о заштити дивљих животиња и Закону о очувању дивљих животиња који је усвојен 2010, који је повећао казне за злочине у вези са дивљим животињама. У Индонезији је тигар заштићен од 1990. У Кини је трговина деловима тела тигра забрањена 1993. Тајландски закон о очувању и заштити дивљих животиња усвојен је 2019. године за борбу против криволова и трговине деловима тела.
Године 1973. у Индији су основани Национална управа за очување тигрова и Пројекат Тигар, са циљем да добију јавну подршку за очување тигрова. Од тада, 53 резервата тигрова који обухватају површину од 75.796 km2 (29.265 sq mi) су успостављени у земљи до 2022. године. Национална стратегија очувања тигрова Мјанмара развијена 2003. године обухвата задатке управљања као што су обнова деградираних станишта, повећање обима заштићених подручја и прстора за дивље животиње, заштиту врста којима се тигрови хране, спречавање убијања тигрова и илегалну трговина деловима његовог тела и промовисање јавне свести кроз едукацију о дивљим животињама и друге програме. Први бутански акциони план за тигрове који је имплементиран током 2006–2015. односио се на очување станишта, управљање сукобима између људи и дивљих животиња, образовање и подизање свести становништва; други Акциони план је имао за циљ повећање популације тигрова у земљи за 20% до 2023. године у односу на 2015. Током 2009. покренут је Акциони план за тигрове у Бангладешу како би се стабилизовала популација тигрова у земљи, одржала станишта и довољна база плена, побољшало спровођење закона и подстакла сарадња између владиних агенција одговорних за очување тигрова. Тајландски акциони план за заштиту тигрова ратификован је 2010. и предвиђа повећање популације тигрова у земљи за 50% у комплексу западних шума те поновно успостављање популације у три потенцијалне области. Индонежански национални програм опоравка тигрова ратификован 2010. са циљем повећања популације суматранских тигрова до 2022. Трећи стратешки и акциони план за очување суматранског тигра за период 2020–2030. у фокуси има јачања управљања малим јединицама популације тигрова од мање од 20 зрелих јединки и повезаности између 13 шумских делова у провинцијама Северне Суматре и Западне Суматре.
Учесталије патролирање и борба против ловокрадица у четири руска заштићена подручја током 2011–2014 допринели су смањењу криволова, стабилизацији популације тигрова и побољшању заштите популација копитара. Криволов и трговина су 2019. проглашени умереним и тешким кривичним делима. Операције против криволова су такође покренуте у Непалу 2010. године, уз појачану сарадњу и размену обавештајних података између агенција. Ове политике довеле су до много година „нултог криволова“ и популација тигрова у земљи се удвостручила за једну деценију. Патроле против криволова у 1.200 km2 (460 sq mi) велика језгра Таман Негара довела је до смањења учесталости криволова са 34 откривена инцидента у 2015–2016 на 20 инцидената током 2018–2019; хапшење седам криволовских тимова и уклањање замки олакшало је преживљавање три женке тигра које живе и најмање 11 младунаца. Војни и полицијски службеници су распоређени при патролирању заједно са особљем запосленим у склопу заштићених подручја у Малезији.
Коридори за дивље животиње (енгл. Wildlife corridor) су важне мере очувања врсте јер олакшавају популацији тигрова да се повежу између заштићених подручја; тигрови користе најмање девет коридора који су успостављени у Непалу и Индији. Коридори у шумовитим подручјима са малим утицајем људи су веома погодни за потребе врсте. У Западној Суматри, 12 коридора за дивље животиње идентификовано је као високи приоритет за ублажавање сукоба између људи и дивљих животиња. Кина и Русија су 2019. године потписале меморандум о разумевању за прекограничну сарадњу између два заштићена подручја, Националног парка североисточне Кине Тигра и Леопарда и Националног парка Земља Леопарда, који укључује стварање коридора за дивље животиње и билатерално праћење и патролирање дуж кинеско-рускее границе.
Спасени и рехабилитовани младунци без родитеља пуштени су у дивљину и надгледани у Индији, Суматри и Русији. У Казахстану је узнапредовала ремедијација и поновно увођење врста које су плен тигрова у резерват природе Иле-Балкаш, а поновно увођење тигра је планирано за 2025. Поновно увођење тигрова се сматра могућим у источној Камбоџи, када се побољша управљање заштићеним подручјима и стабилизује губитак шума. Јужнокинески тигрови се држе и узгајају у кинеским зоолошким вртовима, са плановима да се њихово потомство поново уведе у удаљена заштићена подручја. Координисани програми узгоја међу зоолошким вртовима довели су до довољног генетског диверзитета тигрова, што је предвиђено као „осигурање од изумирања у дивљини“.

## Однос са људима

### Лов
Тигрове су људи ловили миленијумима, на шта указује слика на склоништима у стенама Бимбетка у Индији која је датирано на пре 5.000–6.000 година. Ловили су их на целом подручју у Азији, ловљени су на коњима, слоновима или чак са псима за запрегу и убијани су копљима и касније ватреним оружјем. Такве ловове су спроводиле и домаће владе и царства попут Могулског царства, као и европски колонисти. Тигрови су се често ловљени као трофејне животиње и због тога што су доживљавани као опасност. Процењује се да је 80.000 тигрова убијено између 1875. и 1925.

### Напади
У већини области тигрови избегавају људе, али напади су ризик где год људи коегзистирају са тигровимаа. Опасни сусрети се чешће дешавају на рубним стаништима између дивљих и пољопривредних подручја. Већина напада на људе је одбрамбеног типа, укључујући заштиту младих; међутим, тигрови понекад виде људе као плен. Тигрови који једу људе обично су стари и инвалиди. Тигрови који су протерани из својих станишта такође су у опасности да се окрену људождерству.
Почетком 20. века, чампаватски тигар је био одговоран за преко 430 смрти људи у Непалу и Индији пре него што ју је упуцао Џим Корбет. Ова тигрица је патила од сломљених зуба и није могла да убије нормалан плен. Савремени аутори спекулишу да је храњење на оскудном људском месу приморало мачку да убија све више и више. Напади тигрова били су посебно високи у Сингапуру средином 19. века, када су се плантаже прошириле у станиште тигра. Током 1840-их, број умрлих у овој области од напада тигрова кретао се од 200 до 300 убијених људи годишње. Напади тигрова у Сундарбансу изазвали су 1.396  смрти људи у периоду 1935–2006, према званичним подацима Министарства шума Бангладеша. Жртве ових напада су локални сељани који улазе у тигрово подручје како би прикупили ресурсе попут дрвета и меда. Рибари су били посебно честа мета. Методе за сузбијање напада тигра укључују маске за лице које се носе уназад, заштитну одећу, штапове и пажљиво постављене електричне лутке.

### Заробљеништво
Тигрови су држани у заточеништву од давнина. У старом Риму тигрови су били изложени у амфитеатрима и коришћени за убијање злочинаца.
Постоје извештаји да је монголски владар Кублај кан држао тигрове у 13. веку. Почевши од средњег века, тигрови су се чували у претечема зоо вртова, по европском континенту. Тигрови и друге егзотичне животиње углавном су коришћени за забаву елита, али од 19. века надаље, више су излагани јавности. Тигрови су били посебно популарна атракција и њихова популација у заточеништву је порасла. Током 2020. било је преко 8.000 заточених тигрова у Азији, преко 5.000 у САД и не мање од 850 у Европи. У заточеништву има више тигрова него у дивљини. Тигрови у заточеништву могу показати стереотипно понашање као што је неактивност. Модерни зоолошки вртови су у стању да смање такво понашање помоћу експоната дизајнираних тако да се животиње могу кретати између одвојених, али повезаних делова кавеза. Предмети за стимулацију такође су важни за добробит мачке и стимулацију њеног природног понашања.
Тигрови су имали истакнуте улоге у циркусима и другим наступима уживо. Зигфрид и Рој су постали познати по наступу са белим тигровима у Лас Вегасу. Тај чин је завршен 2003. године када је тигар напао Роја током наступа. У 2009. тигрови су били циркуске животиње са којима се највише тргује. Употреба тигрова и других животиња у наступима је на крају опала у многим земљама због притиска група за права животиња и веће жеље јавности да их види у више природним окружењима. Неколико земаља ограничава или забрањује такве активности.
Тигрови су постали популарни у трговини егзотичним кућним љубимцима, посебно у Сједињеним Америчким Државама где је само 6% популације тигрова у заточеништву 2020. било смештено у зоолошким вртовима и другим објектима које је одобрило Удружење зоолошких вртова и акваријума. Сматра се да приватни колекционари нису довољно у стању да пруже одговарајућу негу тигровима, што угрожава њихову добробит. Они такође могу угрозити јавну безбедност. Држање тигрова и других великих мачака од стране приватних лица је забрањено у САД од 2022. Већина земаља у Европској унији забранила је узгој и држање тигрова изван лиценцираних зоолошких вртова и центара за спасавање, али неке земље и даље дозвољавају приватно државање тигрова.

## Значај у култури
Тигар је популарна и омиљена животиња. У онлајн анкети из 2004. године у којој је учествовало више од 50.000 људи из 73 земље, тигар је проглашен за омиљену животињу света са 21% гласова, тесно победивши пса. Слично томе, студија из 2018. показала је да је тигар најпопуларнија дивља животиња на основу анкета, као и на основу појављивања на веб страницама великих зоолошких вртова и постера неких анимираних филмова.
Док је лав представљао краљевство и моћ у западњачкој култури, тигар је играо такву улогу у различитим азијским културама. У древној Кини, тигар је био виђен као краљ шуме и симболизовао је моћ цара. У кинеској астрологији, тигар је трећи од 12 симбола у кинеском зодијаку и контролише период између 15:00 и 17:00 сати поподне. Сматра се да година тигра обично доноси драматичне и екстремне догађаје. Бели тигар је један од четири симбола кинеских сазвежђа, који представља запад заједно са јином и годишњим добом јесени. То је пандан Азурном змају, који насупрот томе симболизује исток, јанг и пролеће. Тигар је једна од животиња приказаних на историјски значајном Пашупати печату цивилизације долине Инда. Ова велика мачка је била приказана на печатима и новчићима током династије Чола у јужној Индији, где је била званични амблем.
Тигрови су имали и имају верски и фолклорни значај. У будизму, тигар, мајмун и јелен су три бесмислена створења, а тигар симболизује бес. У хиндуизму, тигар је животиња Дурге, богиње женске моћи и мира, коју су богови створили за борбу против демона. Слично, у грчко-римском свету, тигар је био приказан како га јаше бог Дионис. У корејској митологији тигрови су гласници планинских богова. И у кинеској и у корејској култури, тигрови се сматрају заштитницима од злих духова и њихов лик је коришћен за украшавање домова, гробница и одевних предмета. У фолклору Малезије и Индонезије, тигрови шамани лече болесне призивањем велике мачке. Људи који се претварају у тигрове и обрнуто су такође били широко распрострањени; посебно вуртигрови, људи који се могу претворити у тигрове и обратно. Народ Мнонг из Индокине веровао је да се тигрови могу претворити у људе. Међу неким домородачким народима Сибира веровало се да ће неки мушкарци заводити жене тако што ће се претворити у тигрове.
Песма Вилијама Блејка Тигар из 1794. приказује ову животињу као двојност лепоте и жестине. У питању је сестринска песма Јагњета у Блејковој збирци Songs of Innocence and of Experience, у којој песник размишља како је Бог могао да створи тако различита створења.
Тигар је представљен у средњовековном кинеском роману Водена мрежа, где се мачка бори и убија је бандит Ву Сонга, док је тигар Шир Кан у Књизи о џунгли (1894) Радјарда Киплинга смртни непријатељ протагонисте Моглија. Пријатељски питоми тигрови су такође приказани у популарној култури, посебно Тигар, лик у цртаном Вини Пу или Тигар Тони, маскота бренда житарица предузећа Kellogg's.